# Primož Trubar
Primož Trubar (tudi Truber),  protestantski duhovnik in pisec, * 8./9. junij 1508, Rašica, † 28. junij 1586, Derendingen (danes del Tübingena v Nemčiji).
Trubar je bil osrednja osebnost reformacije na Kranjskem, znan pa je predvsem kot avtor prvih natisnjenih knjig v slovenskem jeziku, Katekizma in Abecednika (1550). Od vse protestantske knjižne produkcije v slovenščini je napisal polovico in uredil dve tretjini del. Protestantska književna tradicija je tako močno zasenčila katoliško, da se je morala le-ta nasloniti na protestantska dela tudi potem, ko je s protireformacijo katolištvo prevladalo nad protestantizmom. Zato velja Trubar za utemeljitelja slovenskega knjižnega jezika, za osrednji lik slovenske kulturne zgodovine in v različnih pogledih celo glavno zgodovinsko osebnost.
Trubar je večinoma deloval v Ljubljani, kjer je okoli leta 1535 postal pridigar in leta 1542 stolni kanonik. Bil je ustanovitelj ter superintendent (1561-1565) protestantske cerkve na Kranjskem. Leta 1564 je izdal Cerkovno ordningo, cerkveni red. Ker je s tem posegel v pristojnosti deželnega kneza, je bil leta 1565 dokončno izgnan iz Kranjske - obiskal jo je le še enkrat. Zatem je do smrti prebival in služboval v Nemčiji v Württembergu.

## Življenjepis
Primož Trubar se je najbolj verjetno rodil junija v letu 1508 ali 1509 na Rašici pri Velikih Laščah v Vojvodini Kranjski, oziroma v neposredni bližini vasi pod Kukmako. Kraja in datuma rojstva se ne da zagotovo določiti, ker krstnih matičnih knjig takrat še niso poznali; uporabljali pa so tudi staro koledarsko štetje. Zgodovinarji so podatke raziskali s pomočjo drugih listin. Ni bil rojen na lokaciji mlina, kjer je danes spominski muzej, ampak v nekdanjem Šklopovem mlinu, ki je stal vsaj 400 m vstran, više ob istem potoku. Po očetu se je pisal Malnar (mlinar), Truber oziroma izvorno Trobar pa se je pisala njegova mati. Primož je ta priimek prevzel najpozneje leta 1526. Od leta 1528 naprej se je v pismih dosledno podpisoval Truber in ne Trubar.
Leta 1520 mu je verjetno turjaški grof omogočil, da se je šel šolat za duhovnika, zato je nadarjeni mladenič pri dvanajstih letih za vedno odšel iz rojstnega kraja. Eno leto se je šolal na Reki, nato dve leti v Salzburgu, kjer je pridobival temeljno izobrazbo gramatike, dialektike, retorike in nemščine. Od tam je odšel v Trst pod tutorstvo rimskokatoliškega škofa Petra Bonoma, kjer je prišel v stik s humanističnimi pisatelji, še posebej z Erazmom Roterdamskim.
Ko je bil star devetnajst let, mu je tržaški škof Peter Bonomo dodelil župnijo Loka pri Zidanem mostu. Jeseni 1527 je Bonomo mladega Trubarja napotil na študij na Dunaj. Zaradi vojske osmanskega imperija, ki se je bližala Dunaju, je bilo ogroženo in oteženo življenje v mestu. Zato se je jeseni 1529 vrnil k škofu v Trst. Tam je maševal in pridigal v minoritski cerkvi. Leta 1530 ga je škof posvetil za duhovnika in ga določil za vikarja v župniji sv. Martina v Laškem. Duhovno službo je tam opravljal v skladu s katoliškim obredom, vendar so njegove zgodnje pridige že spominjale na pridige Erazma Rotterdamskega. Prenavljal je cerkve in župnišča v Celju, Laškem in drugje.
V Ljubljano se je vrnil leta 1536 in postal škofijski vikar. V mestu je pridigal slovensko in nemško. V svojih pridigah je uporabljal svetopisemsko razlago švicarskih reformistov in zwinglijancev Henricha Bullingerja in Konrada Pelikana in se seznanil z deli Martina Luthra. Zaradi njegovih nazorov se je leta 1540 zganil deželni glavar Nikola Juršič. Trubar bi skoraj pristal v ječi, vendar so ga somišljeniki pravočasno posvarili. Zaradi preganjanja se je ponovno zatekel v Trst k Bonomu. Tam se je poglobil v teološke spise švicarskega reformatorja Calvina. Bonomo je ljubljanskega škofa Kacijanarja kmalu prepričal, da je Trubarja imenoval za kanonika. V novo službo je tako stopil leta 1542, znova v Ljubljani.
Pod novim škofom Urbanom Textorjem, ki je bil vnet katolik, je dobil službo vikarja v Šentjerneju na Dolenjskem. Tam naj bi uredil gospodarstvo župnije. Škof Textor pa se je odločil obračunati s protestanti, ki jih je dal pozapreti in postaviti pred sodišče. Trubar je bil spet pravočasno obveščen in lahko se je skril na varno. Po nekaj mesecih skrivanja ga je ljubljansko cerkveno sodišče izobčilo, mu zaplenilo hišo v Ljubljani (sedanji Levstikov trg), šentjernejsko župnijo in celjski beneficiat, posvetno deželno sodišče pa ga je obsodilo na zapor. Leta 1548 je tako moral pobegniti v Nemčijo, z begom pa je postal tudi deželni odpadnik.
Še istega leta se je odpravil v Nürnberg. Vodilni teolog in mestni pridigar Veit Dietrich je postal njegov mentor in pod njegovim vodstvom se je Trubar hitro vključil v luteransko skupnost v mestu. Sredi maja 1548 je dobil službo pastorja v Rothenburgu. Tam si je tudi ustvaril družino z Barbaro Sitar, s katero je imel štiri otroke. Kmalu po letu 1550 je Trubar dobil župnijo v Kemptnu, kjer je deloval med letoma 1553 in 1561. V Bad Urachu je služboval pred odhodom v Ljubljano in se po dveh mesecih bivanja v Ljubljani (1561) vrnil v Bad Urach. V mestu je ustanovil tiskarno za tiskanje knjig v glagolici in cirilici. Po ponovnem izgnanstvu iz Ljubljane zaradi Cerkovne Ordninge je kot superintendent nekaj časa bival v mestu Lauffen in se kasneje ustalil v Derendingenu, kjer je živel in služboval vse do svoje smrti. Pokopan je bil v cerkvi sv. Gala.

## Delo
Leta 1548 je Trubar začel snovati in uresničevati zamisli za seznanjanje Slovencev z verskimi vsebinami s pomočjo tiska. To je omogočilo razvoj slovenske književnosti. Prestopil je k augsburški veroizpovedi in postal je pravi protestant. Začel je uresničevati zamisel pridobivanja Slovencev za novo vero s slovensko tiskano besedo. Začel je s prvo knjigo Katekizem (lat. Catechismus), ki temelji na delih Veita Dietricha, Martina Luthra, Matije Vlačića Ilirika in Johanna Brenza.
Še v istem letu je pripravil kratki Abecednik (polni naslov Abecednik in mali katekizem v slovenskem jeziku, nem. Abecedarium vnd der klein Catechismus in der Windischen Sprach), saj se je zavedal, da mora ljudi najprej naučiti osnov branja ali vsaj osnovnih molitev in krščanskih resnic. Pri odločitvi za jezik, ki je bil že narečno in socialno razslojen, mu je prav prišlo poznavanje jezika v različnih slovenskih deželah, za osnovo pa je vzel osrednjeslovenski prostor, kjer sta se mešala gorenjščina in dolenjščina. Trubar je dal obe knjižici v tisk tiskarju Petru Frentzu v mestu Schwäbisch Hall. V Katekizmu se je podpisal kot Philopatridus Illiyricus ("ilirski domoljub"), v obeh delih pa je tiskarju nadel izmišljeno ime Jernej Škrjanec s Sedmograškega. Zaradi določil interima bi namreč lahko v nasprotnem primeru tiskar izgubil pravico do opravljanja obrti. Katekizem vsebuje nekatera pojasnjevalna poglavja iz protestantskih naukov, šest pesmi, dve molitvi in pridigo o veri. S to knjižico je Trubar hotel učiti rojake protestantske vere in hkrati ustreči protestantskemu bogoslužju na Slovenskem. Katekizem je bil namenjen za neposredno uporabo predvsem izobraženim ljudem. Abecednik, ki vsebuje osem listov, pa je Trubar napisal z namenom, da bi se rojaki iz njega naučili branja (»Ane bukvice, iz tih se ti mladi inu preprosti Slovenci mogo lahko v kratkim času brati navučiti.«) in da bi tiste, ki še ne znajo brati, učili osnov krščanske vere. Šlo je torej za delo za manj izobražene in nepismene. S tema deloma je Trubar postal začetnik slovenske književnosti.
Kmalu po izidu prve knjige je Trubar dobil župnijo v Kemptenu ob tirolski meji. Zelo prav mu je prišla zveza s Petrom Pavlom Vergerijem, bivšim modruškim in koprskim škofom, ki je bil tedaj pri württemberškem vojvodi Krištofu kot svetovalec. Z Vergerijevo pomočjo je leta 1555 izdal nov, manj izviren Katekizem in nov Abecednik, tokrat v latinici, ter Ta Evangeli Svetiga Matevža in prevod Vergerijevega italijanskega dela Ena molitev tih kerščenikov (beguncev). Leta 1557 je Trubar izdal tisoč strani obsegajočo knjigo Ta pervi deil Tiga noviga testamenta, ki vsebuje prevode evangelijev in dejanj apostolov ter je opremljena z dolgim predgovorom o naukih Lutrove vere, s koledarjem (Ta slovenski koledar, ki je bil prvi na Slovenskem) in Postilo, to je razlaga nedeljskih in prazničnih evangelijev.
Kljub težavam s Petrom Vergerijem je Trubar ob zaščiti barona Ivana Ungnada, bivšega štajerskega glavarja, ki je tedaj bival v Bad Urachu blizu Tübingena, pri vojvodi Krištofu dosegel odobritev za izdajo knjige Ta drugi deil Tiga noviga testamenta in leta 1560 je izdal Pavlovo pismo Rimljanom. Deželni stanovi so ga povabili, da bi sprejel mesto superintendenta (protestantskega dekana) v Ljubljani. V tem času je imel veliko dela, dobil je župnijo v Urachu in prevzel vodstvo biblijskega zavoda. Samostojno je izdal knjigo Svetiga Pavla ta dva listi h tim Korintarjem inu ta h tim Galatarjem, napisal pa je tudi nemško posvetilo za glagolski katekizem in v nemščini izdal Register, poročilo o svojih dotedanjih delih, da bi ovrgel očitke, da je zwinglijanec. To poročilo je prvo bibliografsko delo pri Slovencih.
Junija 1561 se je Trubar odpravil v Ljubljano, kjer so ga veličastno sprejeli. V vlogi superintendenta slovenske protestantske cerkve se je lotil reševanja glavnih vprašanj. Uredil je slovensko protestantsko Cerkev in dosegel, da so po pomembnih krajih na Slovenskem postavili pridigarje. Žal je kmalu prišel v spor z Matijo Klombnerjem, stanovskim pisarjem, ki je vzdrževal stike z Ungnadovim zavodom v Urachu, kjer so prevajali Sveto pismo v hrvaški jezik. Spor je izbruhnil zaradi kvalitete hrvaškega prevoda Svetega pisma, saj je Trubar trdil, da prevod vsebuje veliko napak.
Po dveh mesecih bivanja v Ljubljani se je Trubar vrnil v Bad Urach, kjer je neumorno delal naprej. Med drugim je napisal več posvetil v različne glagolske in cirilske knjige (Prvi del novoga testamenta 1562 in Artikule 1562). Naslednje leto, junija 1562, se je vrnil kot superintendent v Ljubljano. Zelo je bil zaposlen, vendar je še nadalje pisal nemška posvetila za hrvaške knjige, ki so jih izdajali v Ungnadovem zavodu. Sestavil in izdal (leta 1564) je Cerkveno ordningo, to je cerkveni red za slovensko cerkev. S tem redom je posegel v pravice deželnega kneza, ki je dal knjigo zapleniti, Trubarja pa izgnati. Besedilo velja za prvi pravni tekst v našem jeziku.
Po vrnitvi v Nemčijo je Trubar bival nekaj mesecev v Lauffenu ob Neckarju, nato se je za stalno naselil v Derendingenu, kjer je bil župnik do smrti. Tu je leta 1566 izdal Ta celi psalter Davidov, nov Abecedarij in nemško-slovenski Ta celi katehismus ... Leta 1567 se je za kratek čas vrnil na Slovensko, da bi za nekega nemškega teologa od osmanskih ujetnikov v Ljubljani in Ribnici kaj več poizvedel o koranu.
Po sedmih letih, torej leta 1574, je dal v tisk tretjo izdajo pesmarice z naslovom Ta celi katehismus … inu pejsni. Tri leta kasneje je končal svoje življenjsko delo s prevodom Noviga testamenta puslednji dejl; pet let pozneje pa je v celoti ponovno izdal popravljen Ta celi novi testament. Zadnje njegovo delo je prevod Lutrove Hišne postile, ki jo je šele devet let po njegovi smrti izdal njegov mlajši sin Felicijan. Trubar je umrl star 78 let v Derendingenu, kjer je tudi pokopan.

## Označitve Primoža Trubarja
Ob 505. obletnici rojstva Primoža Trubarja mu je spletni iskalnik Google posvetil svojo naslovnico ("Google Doodle"). Trubar ima v Sloveniji ducat javnih spomenikov, od Murske Sobote in Lendave, Celja, Loke pri Zidanem mostu, Velikih Lašč do Rubij (Sovodnje pri Gorici). Posamezni stojijo v njegovi rojstni vasi, pred cerkvijo, v kateri je bil krščen, v krajih, kjer je bil župnik. Najbolj znan in likovno izjemen je ljubljanski spomenik na robu Tivolija. Predstavlja celopostavnega pridigarja. Fran Berneker ga je izklesal iz marmorja iz Laasa. 